# Clima àrid

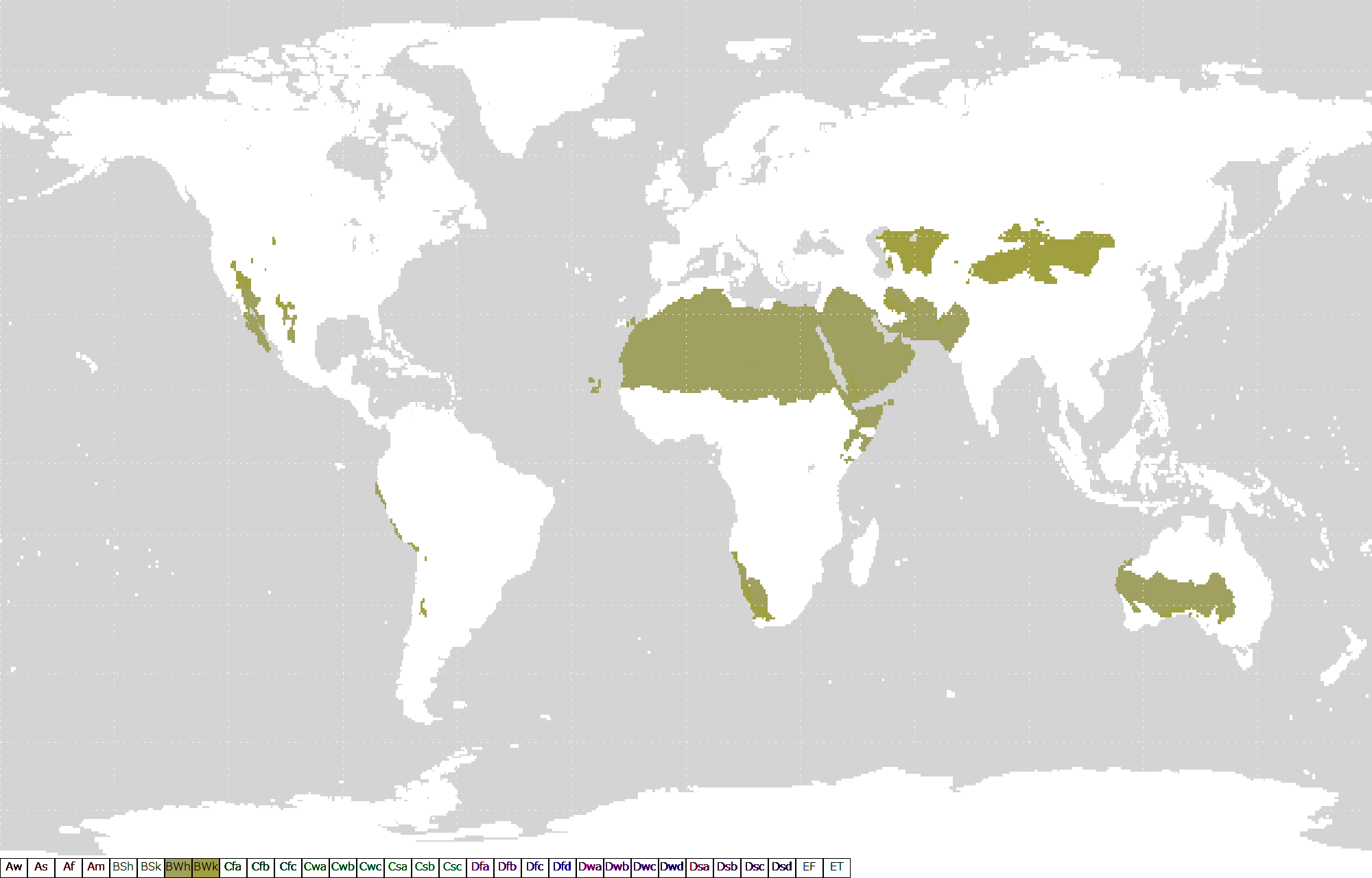
Àrees o regions de clima àrid del món segons la classificació climàtica de Köppen.

El clima àrid o el clima desèrtic es dona en àrees seques, com el nord de l'Àfrica, o a la península d'Aràbia. Les regions amb aquest clima se solen designar amb l'abreviatura BWh (clima desèrtic calent) o BWk (clima desèrtic fred) segons la classificació climàtica de Köppen. Aquest clima comprèn temperatures extremes amb màximes molt altes. La humitat és gairebé inexistent, i les precipitacions són escasses o pràcticament nul·les. Convencionalment es classifiquen com a desèrtics els indrets amb precipitacions mitjanes anuals menors de 250 litres. Així les pluges en els climes desèrtics rarament cobreixen l'evapotranspiració, l'evaporació combinada de les plantes i el sòl. A causa d'això, el paisatge és pobre, amb una clara absència de vegetació. Un exemple clar de clima àrid seria el desert del Sàhara i els grans deserts australians.

## Classificació segons la temperatura
- Deserts càlids: Sota clima tropical amb temperatura mitjana mensual superior a 18 °C en tots els mesos, no es poden incloure en el clima tropical pròpiament dit perquè l'estació seca dura tot l'any i també perquè la vegetació és difusa. La variació diürna de la temperatura és tan alta que durant els mesos d'hivern s'hi poden enregistrar lleugeres glaçades. Com a exemple tenim el desert del Sàhara.[5][6]
- Deserts temperats: Hi ha mesos amb temperatura mitjana mensual per sota dels 18 °C i moderada variació de temperatura anual, amb un període d'hivern amb glaçades moderades. Les precipitacions varien entre pràcticament zero al desert total d'Atacama,[7] al nord de Xile, i més de 200 litres com al desert de Mojave al sud dels Estats Units on ja es fa un tipus de vegetació de plantes adaptades.[5]
- Deserts freds:Durant l'hivern les temperatures mitjanes mensuals estan per sota de zero i el període de glaçada pot estendre's a la primavera i començar a la tardor. A l'estiu les temperatures poden ser altes però no tant com als deserts càlids. N'és un exemple el desert del Gobi, a Mongòlia.[8]
- Desert glacial:Amb temperatures per sota de zero tot l'any i precipitació en forma de neu molt reduïda, n'és un exemple grans parts de l'Antàrtida i les altes muntanyes cobertes de neu tot l'any.

## Classificació segons el grau d'humiditat
- Deserts àrids: Precipitacions anuals entre els 50 i els 250 litres, com el Sàhara occidental.
- Deserts hiperàrids: Precipitacions anuals menors de 50 litres com els deserts litorals de la costa del Pacífic d'Amèrica del Sud i part del Sàhara.

## Característiques

### Temperatures
La temperatura mitjana anual supera els 18 °C, i la temperatura oscil·la 20 °C o més entre el dia i la nit. Aquest fet té a veure amb la poca humitat de l'atmosfera, que provoca un escalfament del terra durant el dia i un refredament durant la nit.